# Szafarz zakonu krzyżackiego
Szafarz zakonu krzyżackiego (niem. der Obersttressler) – urzędnik  Zakonu krzyżackiego zajmujący się handlem. W XIII wieku zakon zdobył pozwolenie od cesarza i papieża na handel swoimi towarami. Braci zajmującymi się tym zadaniem nazywano szafarzami.

## Wielcy szafarze
Bracia z Królewca i Malborka zajmujący się handlem zdobyli znaczącą pozycję i od połowy XIV wieku określano ich wielkimi szafarzami. Wielki szafarz Malborka zajmował się głównie sprzedawaniem zboża do Flandrii, a głównym zadaniem urzędnika z Królewca był eksport bursztynu do Lubeki. Wielcy szafarze zajmowali się także handlem innymi towarami oraz skupowaniem niezbędnych dla zakonu dóbr, jak np. sukna czy przypraw. W sprawach handlu korzystali z pomocy świeckich pełnomocników, którzy związani byli z nimi przysięgą. Urząd wielkiego szafarza mógł zdobyć zakonnik wywodzący się ze stanu kupieckiego.